# Waldshut (stacja kolejowa)
Waldshut – stacja kolejowa w mieście Waldshut-Tiengen (dzielnica Waldshut), w kraju związkowym Badenia-Wirtembergia, w Niemczech.

## Połączenia
Na stacji zatrzymują się pociągi Deutsche Bahn i Schweizerische Bundesbahnen, są to pociągi Regionalbahn (szwajcarskie Regio) i Interregio-Express. Waldshut jest stacją końcową S-Bahn Zürich (S41 Winterthur – Bülach – Bad Zurzach – Waldshut).
Połączenia (stacje końcowe):
| Krajowe: - Friedrichshafen - Lauchringen - Radolfzell - Singen - Ulm |  | Międzynarodowe – Szwajcaria: - Baden - Bazylea - Bülach - Koblencja - Rekingen - Szafuza - Wettingen - Winterthur - Zurych |